# Inspetor Japp
O inspetor-chefe James Harold Japp é um personagem que aparecem em muitos dos livros sobre Hercule Poirot, de Agatha Christie. Ele é um detetive da Scotland Yard

## Japp nas obras de Agatha
Tal como os de Miss Lemon e Arthur Hastings, o papel do Inspetor Japp na carreira de Hercule Poirot tem sido exagerada por adaptações dos romances originais; especificamente pela série de TV Agatha Christie's Poirot , onde estes personagens são muitas vezes introduzidos em histórias que não foram originalmente criadas para eles. A carreira de Japp nos romances de Poirot estende-se entre a década de 1930, mas, tal como Hastings, ele desapareceu posteriormente. Um agente da polícia semelhante em caráter (Superintendente Spence) foi introduzido como um personagem recorrente nos romances posteriores de Poirot.

## Características
James Japp, embora sendo um bom detetive, não é páreo para Poirot, ele frequentemente encontra-se um passo atrás do grande detetive, mas desenvolveu um invejoso respeito da capacidade do homem enquanto trabalharam juntos. Japp e Hastings simpatizam com frequência sobre a sua confusão e incapacidade de investigar os casos com Poirot.

## Japp no cinema e na televisão
Na série de televisão britânica Agatha Christie's Poirot, o papel de Japp é intepretado por  Philip Jackson, enquanto Hercule Poirot é feito por David Suchet. Antes de assumir o papel de Poirot, Suchet tinha anteriormente desempenhado Japp em 1985, no filme Lord Edgware Dies (Livro Treze à mesa no Brasil), onde Peter Ustinov desempenhou Poirot. Philip Jackson também desempenhou Japp juntamente com  John Moffat como Poirot em curso de uma série adaptada da BBC Radio, produzida simultaneamente com Suchet em séries televisivas.
No japonês anime sérieAgatha Christie's Great Detectives Poirot e Marple (NHK, 2004), foi renomeado Japp ((nihongo | Inspector Sharp |シャープ警部| Shaapu-kebu )).